# Гера, Даниэль
Даниэль Гера (венг. Gera Dániel; род. 29 августа 1995, Будапешт) — венгерский футболист, нападающий клуба «Академия Пушкаша» и сборной Венгрии.

## Клубная карьера
Гера — воспитанник клубов «Вашаш», «Уйпешт» и МТК. 26 мая 2012 года в матче против «Сигетсентмиклоша» он дебютировал во Втором дивизионе Венгрии в составе последнего. По итогам сезона клуб вернулся в элиту. 23 мая 2015 года в «Халадаша» он дебютировал в чемпионате Венгрии. 6 апреля 2016 года в поединке против «Бекешчаба» Дниэль забил свой первый гол за МТК. В начале 2021 года Гера перешёл в «Ференцварош». 20 января в матче против «Диошдьёра» он дебютировал за новую команду.
Летом 2021 года Гера на правах аренды перешёл в «Академию Пушкаша». 1 августа в матче против «Уйпешта» он дебютировал за новый клуб. 19 сентября в поединке Кубка Венгрии против «Шиофока» Даниэль забил свой первый гол за «Академию Пушкаша».